# Кобб, Фрэнсис Пауэр
Фрэнсис Пауэр Кобб (англ.  Frances Power Cobbe); (4 декабря 1822 — 5 апреля 1904) — ирландская писательница, общественный деятель и суфражистка. Основательница ряда организаций для защиты прав животных. В частности, в 1898 году основала Британский союз за отмену вивисекции (BUAV). Член исполнительного совета London National Society for Women’s Suffrage.

## Жизнь

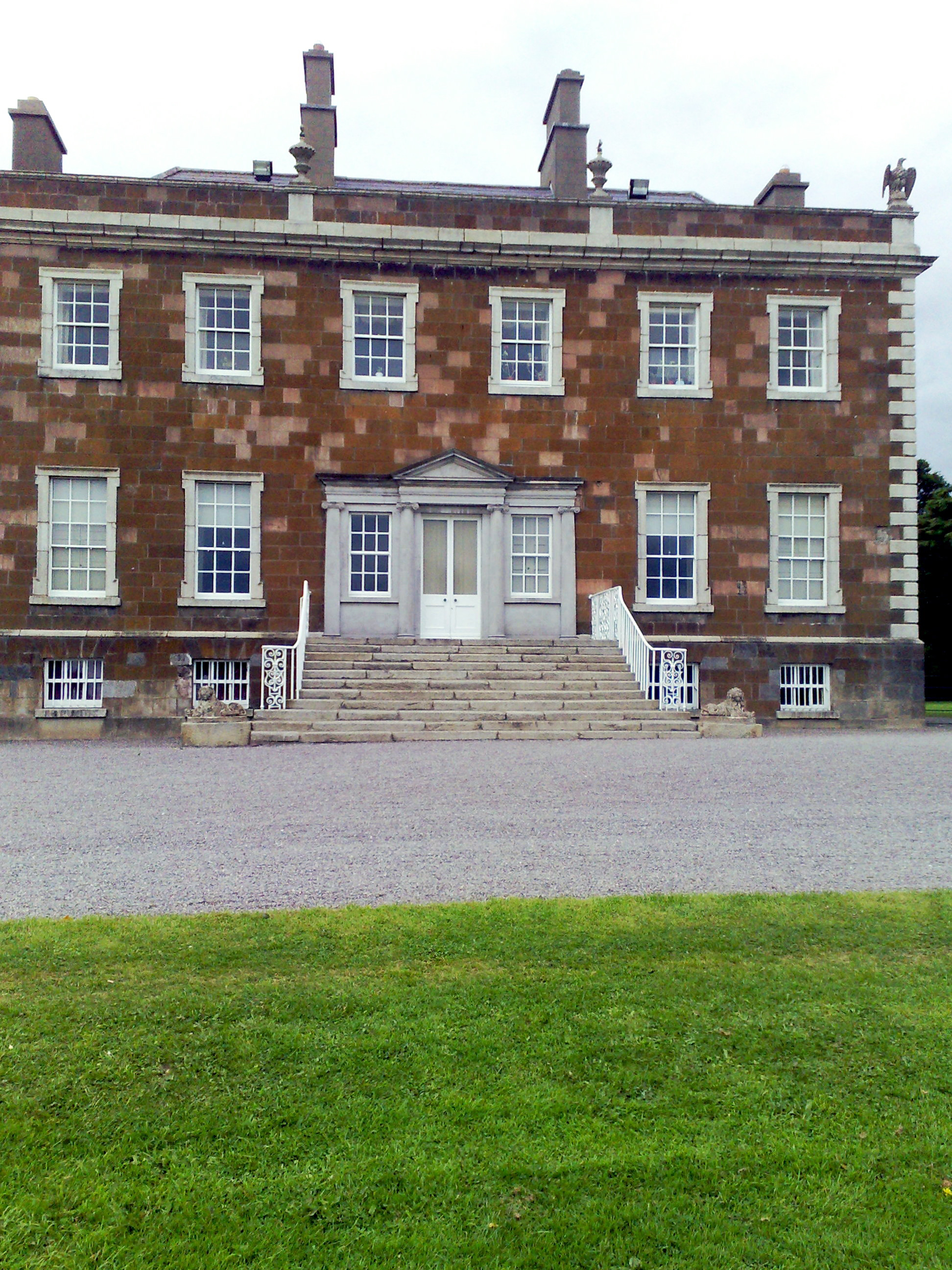
Ньюбридж Хаус, Донабейт

Кобб родилась в Ньюбридж Хаус в одноимённом родовом поместье в пригороде Дублина, ныне Донабейт. В 1875 году основала первую в мире организацию, выступающую против опытов на животных — Общество защиты животных, подлежащих вивисекции (SPALV), а в 1898 году — Британский союз за отмену вивисекции (BUAV). Обе организации работают по сей день. Фрэнсис Пауэр Кобб была членом исполнительного совета Лондонского национального общества за избирательные права для женщин (London National Society for Women’s Suffrage) и автором редакционных колонок в лондонских газетах о праве голоса для женщин, правах собственности для женщин и борьбе против вивисекции.
Является автором работ: «Интуитивная теория нравственности» (1855), «Города прошлого» (1864), «Преступники, идиоты, женщины и подростки» (1869), «Дарвинизм нравов» (1871) и «Научный дух времени» (1888).
В 1868 году Кобб познакомилась с семьёй Дарвина. Эмма Дарвин находила Мисс Кобб «очень приятной». Кобб убедила Чарльза Дарвина прочесть «Метафизику нравов» Иммануила Канта. Следующая их встреча произошла встретились в 1869 году в Уэльсе, когда Дарвин, по-видимому, был серьёзно болен. Тогда Кобб попыталась убедить его прочитать Джона Стюарта Милля, и Дарвин действительно прочел написанный Кобб обзор книги Милля «О подчинении женщин». Но позже Кобб утратила его доверие, когда без разрешения отредактировала и опубликовала его письмо к ней. Её статья «Дарвинизм нравов» — критика дарвиновского «Происхождения видов» — была опубликована в «The Theological Review» в апреле 1871 года.